# 基辅-30

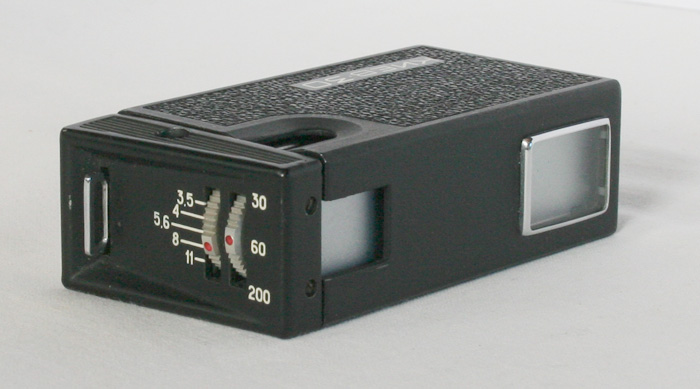
基辅-30间谍相机

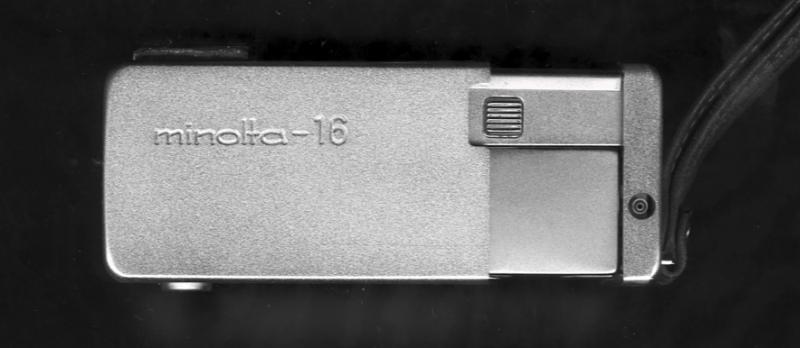
基辅-30的原型-日本Minolta-16

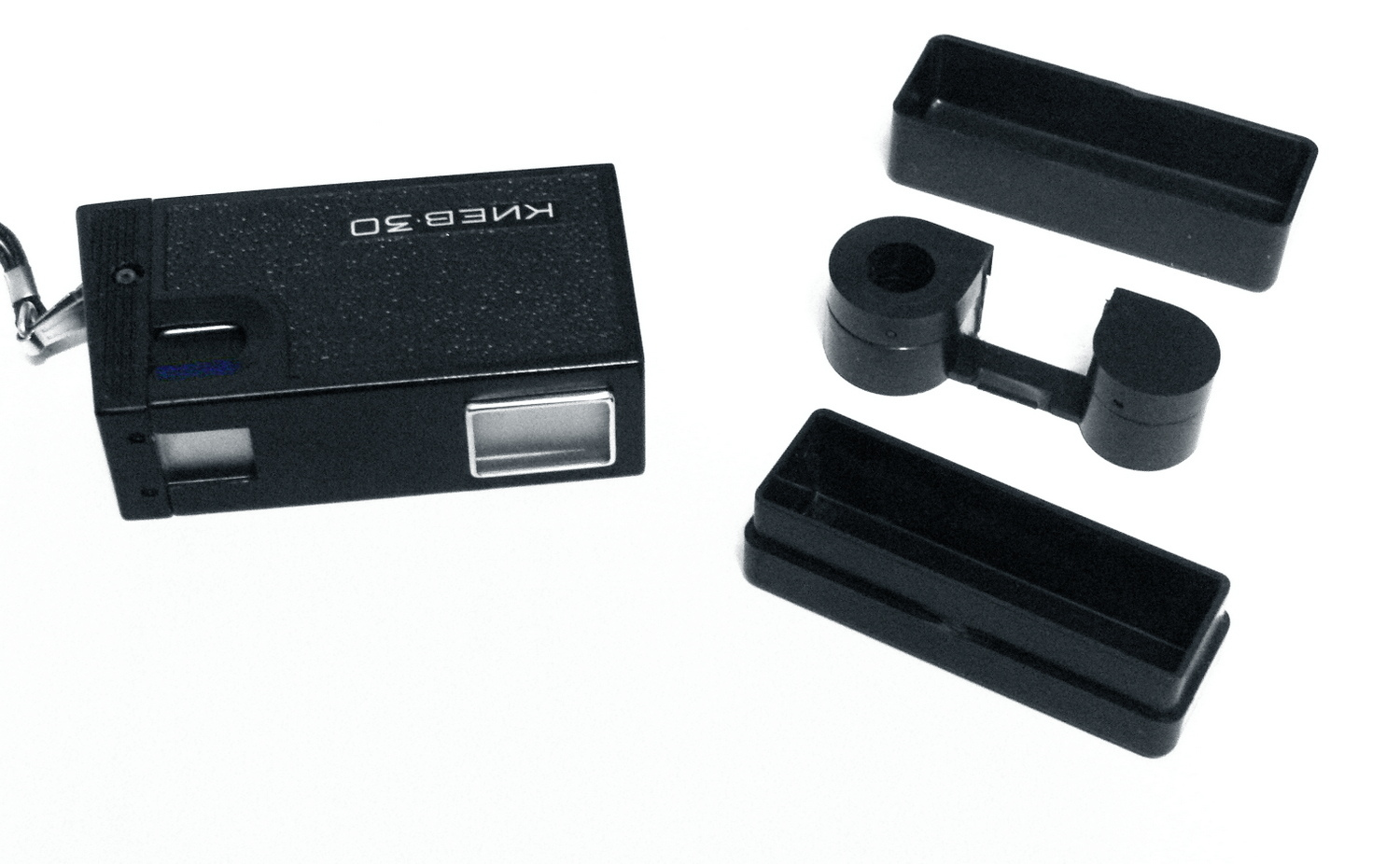
基辅-30和胶卷暗合

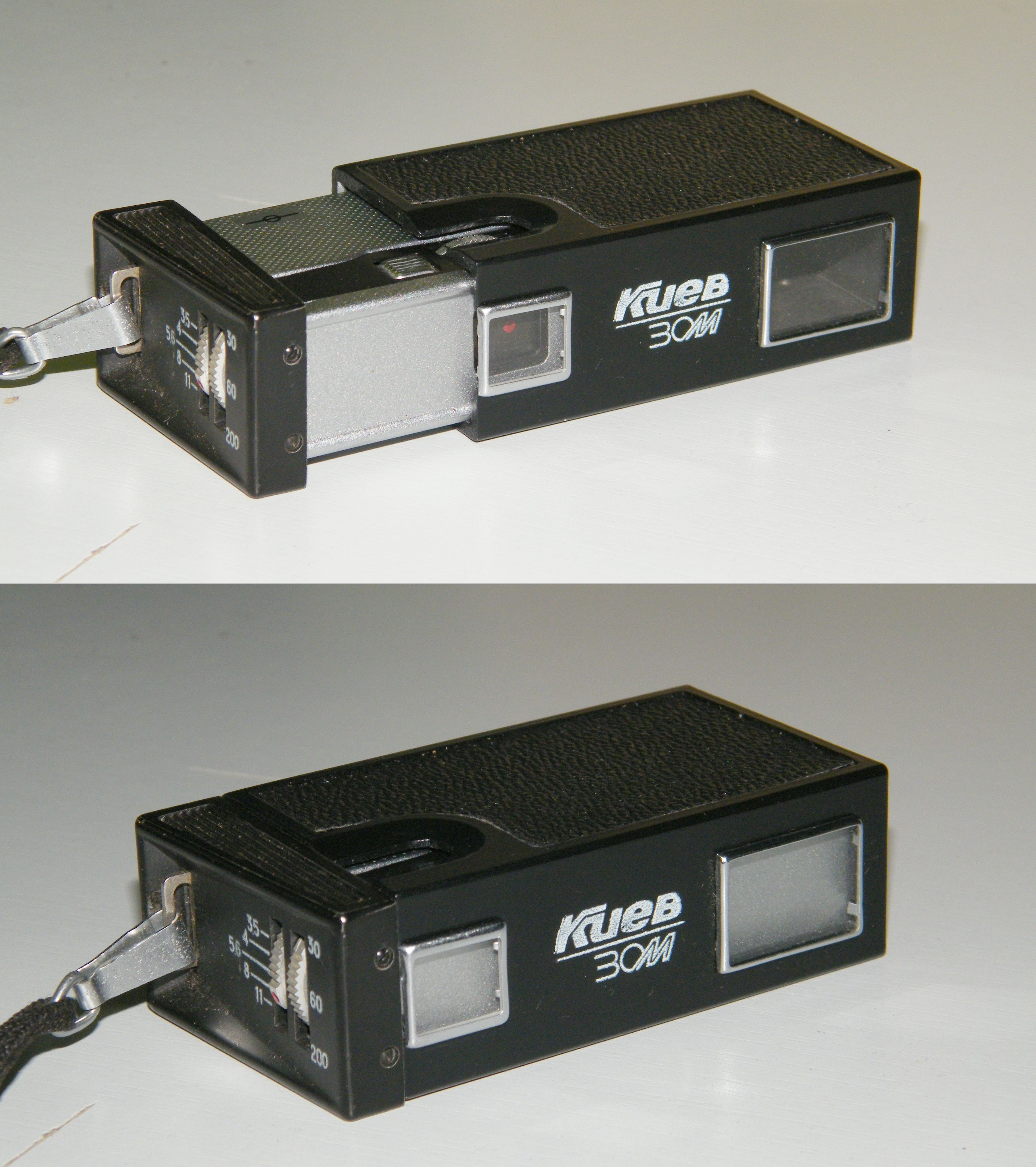
基辅-30

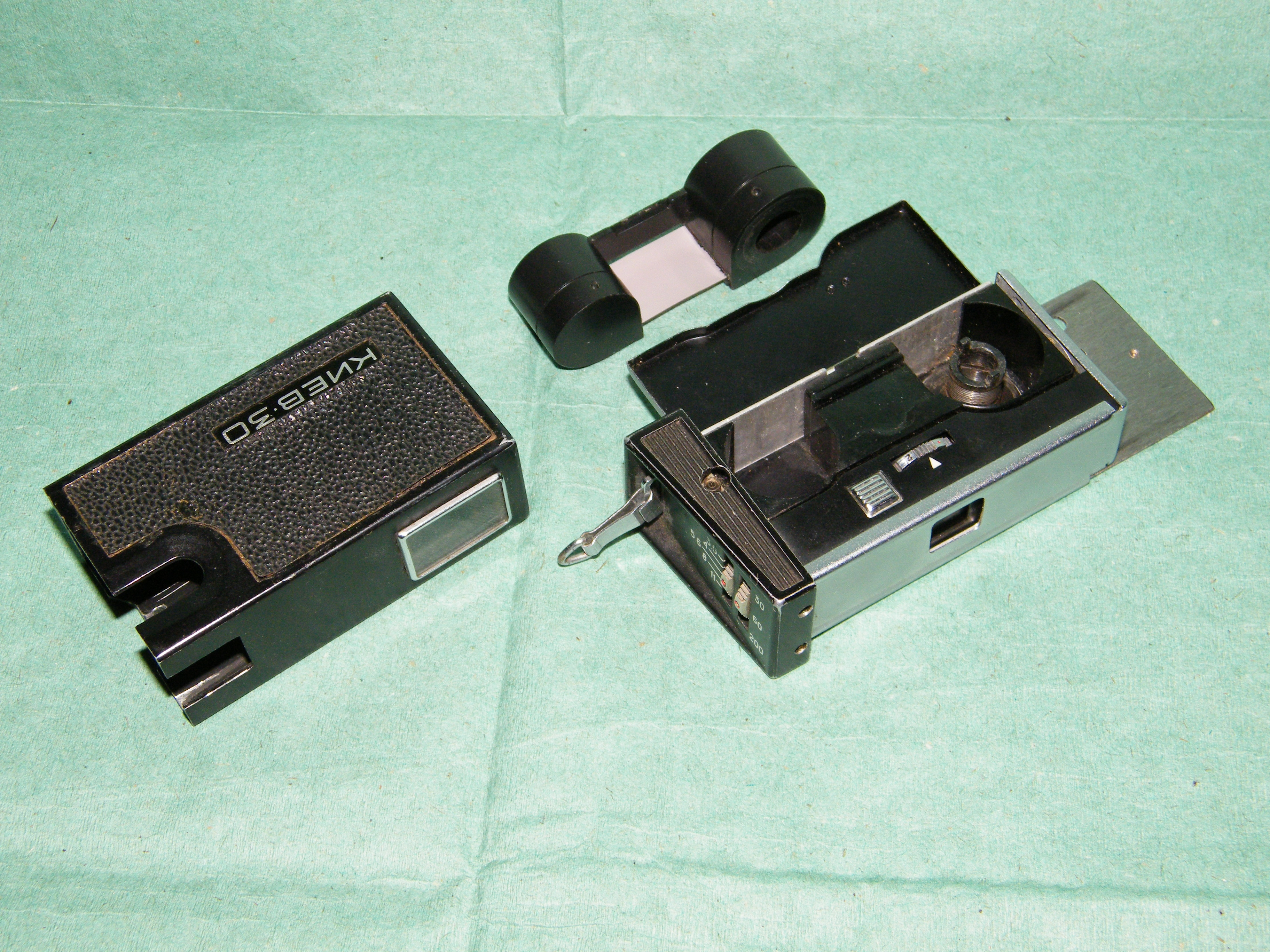
基辅-30的胶卷腔

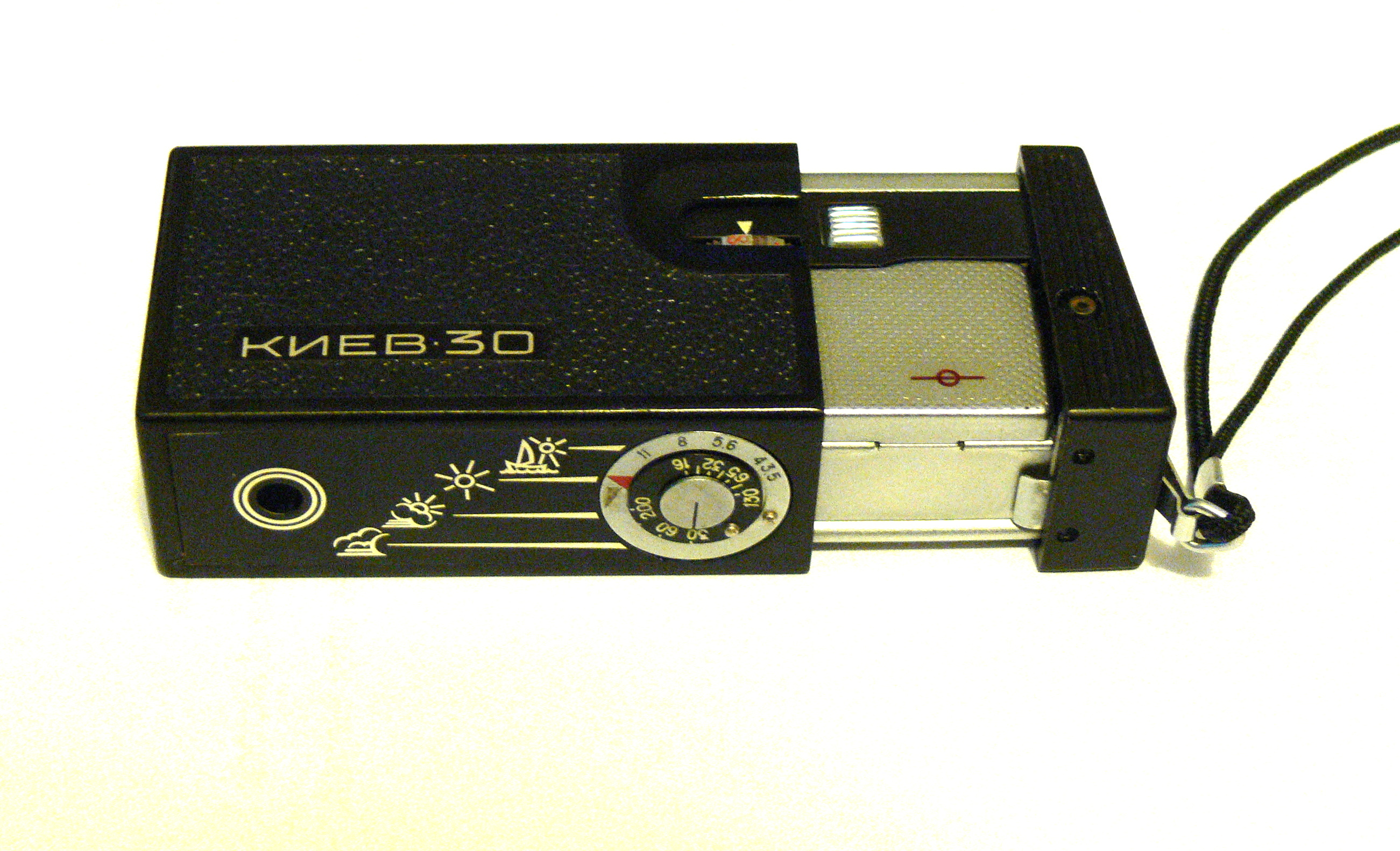
Kiev-30 的镜头距离调节盘、快门按钮和曝光计算表

基辅-30（Киев-30）是苏联微型相机制造厂（mikroformatny）在基辅的“阿森纳”工厂从1975年至1987年制造的16毫米微型相机 。 它是基辅-维加相机的延续。 

基辅-30的原型是日本Minolta-16微型相机，但有重要的改进：
- Minolta-16的镜头不能调节距离，依靠调节光圈和景深，Kiev-30的镜头可以调节距离，因此成像更为锐利。
- 画幅由Minolta-16的10x14毫米增加到13x17毫，Kiev-30是16毫米微型相机中具有最大画幅的相机。
- 胶卷暗合容量由Minolta-16的20幅增加到25幅，因此基辅-30的胶卷暗合外形比Minolta-16的胶卷暗合大；Minolta-16暗合可以在基辅-30相机使用，反之不然。

基辅-30出产一百万台。

## 规格
- 基辅-30微型相机使的16毫米非穿孔或穿孔的胶卷。胶卷长约65毫米，装置一个胶卷暗合中，此胶卷暗合貌似110胶卷。胶卷可拍摄25帧的13×17毫米的画幅。
- 基辅-30的金属壳体，包括一个外壳和一个可拉出的的内壳，相机的镜头和快门完全包容在金属壳体内，没有突出体外的镜头。
- 基辅-30使用水平移动的金属单片帘幕快门，安置在镜头前。 快门速度为只有1/30，1/60、1/200，不如Minolta-16 B,30,60,120,250,500.
- 帧计数器由1至25，不能自动还原。
- 镜头：4片3组天塞式 Industar-M， 相对孔径为1：3.5， 焦距 23毫米，距离档：0.5米、1米、2米、红点（5米）、无穷。
- 光圈：双叶方形孔，光圈档:3.5、4、5.6、11
- 外壳背面是一个测光计算表来，可根据胶卷速度，天气状况选择适当的光圈和快门组合 。